# آی‌ان‌اس نیپات (کی۴۲)
آی‌ان‌اس نیپات (کی۴۲) (به انگلیسی: INS Nipat (K42)) یک کشتی است که طول آن ۵۶ متر (۱۸۴ فوت) می‌باشد.